# Halls of the Things
Halls of the Things is een computerspel dat werd ontwikkeld door Design Design en uitgegeven door Crystal Computing. Het spel kwam in 1983 uit voor de ZX Spectrum. Later volgde ook andere platforms. Het speelveld wordt met bovenaanzicht getoond. De speler wordt wakker in een lang geven met aan beide kanten zeven deuren. De speler gaat op onderzoek uit en objecten lijken te kunnen transformeren. Niets is zoals het lijkt. De bedoeling is om door zeven kerkers te werken en de juiste wapens te gebruiken. Het spel werd ontwikkeld door Neil Mottershead, Simon Brattel en Martin S. Horsley.
In 1984 kwam een vervolg uit van het spel onder de naam Return of the Things.

## Platforms
| Jaar | Platform     |
| ---- | ------------ |
| 1983 | ZX Spectrum  |
| 1984 | Commodore 64 |
| 1985 | Amstrad CPC  |